# Nkonkobe
Nkonkobe es un municipio de la provincia de Cabo Oriental en Sudáfrica, con una población estimada en marzo de 2016 de 134 058 habitantes.
Se encuentra en el centro de la provincia, cerca de la capital provincial, Bhisho y al norte de la costa del océano Índico. 